# Smicroplectrus costulatus
Smicroplectrus costulatus är en stekelart som beskrevs av Thomson 1883. Smicroplectrus costulatus ingår i släktet Smicroplectrus och familjen brokparasitsteklar. Inga underarter finns listade i Catalogue of Life.